# Gymnocalycium miltii
Gymnocalycium miltii là một loài thực vật có hoa trong họ Cactaceae. Loài này được Halda, Kupcák, Lukasik & Sladk. mô tả khoa học đầu tiên năm 2002.